# Tudor Vladimirescu, Brăila
Tudor Vladimirescu là một xã thuộc hạt Brăila, România. Dân số thời điểm năm 2002 là 5406 người.